# Songyo (khu vực)
Sŏn'gyo-guyŏk (Hán Việt: Thuyền Kiều khu vực) là một trong 19 đơn vị hành chính của thủ đô Bình Nhưỡng, Cộng hòa Dân chủ Nhân dân Triều Tiên. Khu vực nằm ở bờ đông sông Đại Đồng và là trung tâm của khu vực phía đông Bình Nhưỡng. Khu vực giáp với Nakrang, phía bắc là Tongdaewon và phía đông là Ryokpo và Sadong. Khu vực được hình thành từ tháng 12 năm 1959.
Năm 2008, dân cư khu vực Sosong là 148.209 người, gồm 68.976 nam và 79.233 nữ.

## Hành chính
Songyo được chia thành 21 dong.
| - Namsin-dong (1&2) (남신동/南新洞/Nam Tân động) - Changchung-dong (1&2) (장충동/長忠洞/Trường Trung động) - Ryulgok-dong (1&2) (률곡동/栗谷洞/Lật Cốc động) - Taehŭng-dong (대흥동/大興洞/Đại Hưng động) - Yŏngje-dong (영제동/永濟洞/Vĩnh Tế động) - Tŭngme-dong (1&2&3) (등메동/등메洞) | - Sŏn'gyo-dong (1&2&3) (선교동/船橋洞/Thyền Kiều động) - Mujin-dong (1&2) (무진동/武進洞/Vũ Tiến động) - Usme-dong (웃메동/웃메洞}}) - Kangan-dong (1&2) (강안동/江岸洞/Giang Ngạn động) - Sanop-dong (1&2) (산업동/産業洞/Sản Nghiệp động) |